# Poa sachalinensis
Poa sachalinensis là một loài thực vật có hoa trong họ Hòa thảo. Loài này được (Koidz.) Honda miêu tả khoa học đầu tiên năm 1927.